# Hisham I

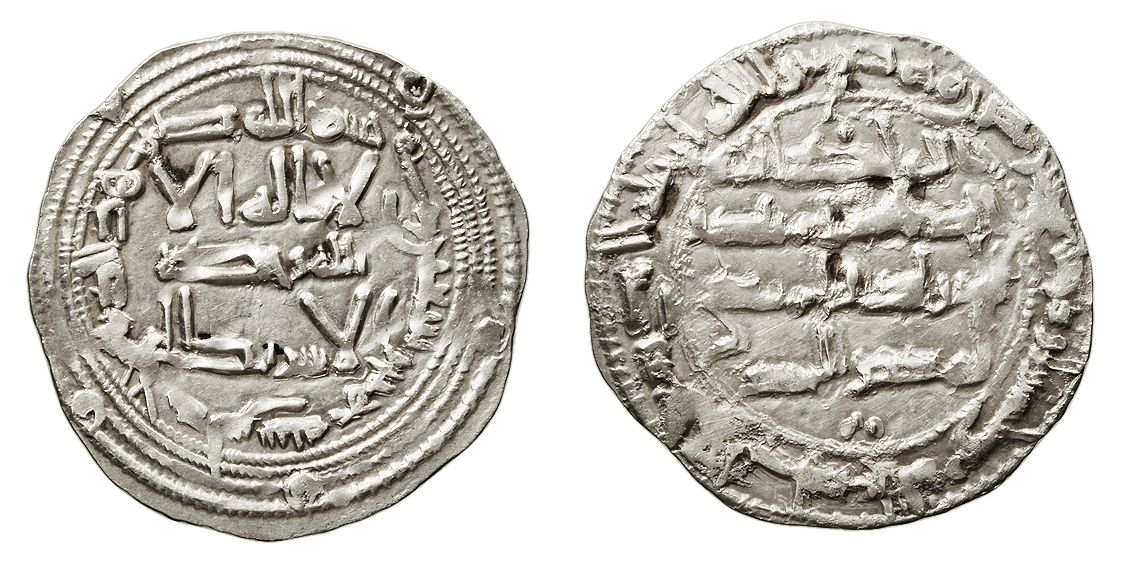
Munten geslagen onder Hisham I

Hisham I (Córdoba, 26 april 757 - 17 april 796) was de tweede emir van de Moorse Omajjaden van Córdoba van 788 tot zijn dood in 796. Hij was de zoon van Abd ar-Rahman I.

## Regering
De ernstige en gecultiveerde Hisham volgde zijn vader op. Dit werd betwist door zijn oudere broer Suleiman. Hisham slaagde erin zijn broer militair te verslaan en Suleiman trok zich terug in Noord-Afrika. Intern was deze regeerperiode relatief rustig. Er waren enkel kleine opstanden in Tortosa, Zaragoza en een berberopstand in het zuiden. Daardoor had Hisham de handen vrij om Jihad te voeren tegen de christenen in het noorden van Iberië. Bijna elke zomer lanceerde hij een veldtocht (saifa), maar echt grote overwinningen bleven uit.

## Veldtochten
De zomerveldtocht van 791 verliep voorspoedig en de twee legers van Hisham, geleid door zijn generaals, versloegen hun Asturische tegenstanders. In 792 behaalde het Moorse leger een overwinning tegen het leger van koning Alfonso II. In 793 volgde een grote overwinning op de Franken. Hertog Guillen van Toulouse werd verslagen nabij Narbonne en talrijke soldaten werden gevangen genomen. De saifa van 794 liep uit op een nederlaag. Het Moorse leger onder leiding van zijn zoon Abd al-Malik ibn Mugith werd na zijn plundertocht verrast door het leger van Alfonso II en verslagen in de Slag van Lutos. Belust op wraak zond Hisham in 795 twee legers naar Asturië maar de uitkomst bleef onbeslist.

## Opvolging
Hisham stierf onverwacht in 796. Hij had niet zijn oudste zoon, maar zijn zoon Al-Hakam I aangeduid als opvolger.